# Kanton Brioude-Sud
Der Kanton Brioude-Sud war von 1790 bis 2015 ein französischer Wahlkreis im Arrondissement Brioude, im Département Haute-Loire und in der Region Auvergne.

## Geschichte
Der Kanton wurde am 4. März 1790 im Zuge der Einrichtung der Départements als Teil des damaligen „Distrikts Brioude“ gegründet.
Mit der Gründung der Arrondissements am 17. Februar 1800 wurde der Kanton als Teil des damaligen Arrondissements Brioude neu zugeschnitten.
Siehe auch Geschichte Département Haute-Loire und Geschichte Arrondissement Brioude.

## Gemeinden
Nur der südliche Teil der Stadt Brioude war Teil des Kantons. Hier angegeben ist jedoch die Gesamteinwohnerzahl.
| Gemeinde                | Einwohner Jahr | Fläche km² | Bevölkerungsdichte | Code INSEE | Postleitzahl |
| ----------------------- | -------------- | ---------- | ------------------ | ---------- | ------------ |
| Brioude                 | 6657 (2013)    | –          | – Einw./km²        | 43040      | 43100        |
| Chaniat                 | 162 (2013)     | –          | – Einw./km²        | 43055      | 43100        |
| Fontannes               | 1019 (2013)    | –          | – Einw./km²        | 43096      | 43100        |
| Javaugues               | 199 (2013)     | –          | – Einw./km²        | 43105      | 43100        |
| Lavaudieu               | 230 (2013)     | –          | – Einw./km²        | 43117      | 43100        |
| Saint-Just-près-Brioude | 432 (2013)     | –          | – Einw./km²        | 43206      | 43100        |
| Vieille-Brioude         | 1236 (2013)    | –          | – Einw./km²        | 43262      | 43100        |